# Vĩnh Hưng, Vĩnh Lợi
Vĩnh Hưng là một xã thuộc huyện Vĩnh Lợi, tỉnh Bạc Liêu, Việt Nam.

## Địa lý
Xã Vĩnh Hưng nằm ở phía tây huyện Vĩnh Lợi, cách trung tâm thị trấn Châu Hưng 12 km, có vị trí địa lý:
- Phía đông giáp xã Châu Thới
- Phía tây giáp xã Vĩnh Hưng A
- Phía nam huyện Hòa Bình
- Phía bắc giáp tỉnh Sóc Trăng.

Xã Vĩnh Hưng có diện tích 23,04 km², dân số năm 2022 là 12.477 người, mật độ dân số đạt 541 người/km².

### Địa hình
Xã Vĩnh Hưng có địa hình tương đối bằng phẳng, nên giữa các khu vực trong xã không có sự chênh lệnh về cao độ quá lớn, độ cao trung bình từ 0,5m–2,5m so với mực nước biển, cao dần ở ven kênh và thấp dần vào sâu nội đồng.

### Khí hậu
Xã mang đặc trưng của khí hậu gió mùa Đồng bằng sông Cửu Long và những đặc trưng riêng của bán đảo Cà Mau, cận xích đạo, với nền nhiệt tương đối ổn định, biên độ ngày và đêm nhỏ, phân thành hai mùa rõ rệt trong năm.
Nhiệt độ: nhiệt độ trung bình trong năm là 27,8 °C.
Nắng: số giờ nắng trung bình cả năm là 2.708,4 giờ. Vào mùa khô số giờ nắng vào khoảng 11,9 giờ/ngày, mùa mưa số giờ nắng vào khoảng 7,7 giờ/ngày.
Lượng mưa: tổng lượng mưa bình quân năm 2.054 mm. Mùa mưa bắt đầu vào tháng 5 và kết thúc vào tháng 11. Lượng mưa lớn nhất vào khoảng 2.107 mm tập trung vào tháng 7 đến tháng 10 hằng năm, chiếm trên 92,5% tổng lượng mưa cả năm.
Độ ẩm không khí: độ ẩm không khí trung bình là 80,30%. Độ ẩm cao nhất từ tháng 12 đến tháng 4 năm sau (khoảng 98,20%). Độ ẩm thấp nhất vào khoảng những tháng mùa mưa (khoảng 67%). Do ít chịu ảnh hưởng của bão và áp thấp nhiệt đới nên khá thuận lợi trong sản xuất nông nghiệp.
Gió: Nằm trong khu vực gió mùa nên tại khu vực có hai mùa gió:
- Gió mùa mùa hạ: Thổi từ cuối tháng 4 đến tháng 10, hướng gió chủ yếu là Tây và Tây Nam mang theo lượng mưa lớn cho vùng, đôi khi có hiện tượng giông sét và vòi rồng, có gió giật mạnh gây thiệt hại nghiêm trọng cho sản xuất và đời sống nhân dân.
- Gió mùa mùa đông: Hoạt động từ tháng 11 đến tháng 4 năm sau. Hướng gió chính là hướng Đông, ngoài ra có gió thổi theo hướng Đông Bắc (thường vào tháng 11 và tháng 12), Đông Nam (thổi vào tháng 2, 3, 4) và hướng Đông Bắc (thổi xen kẽ với gió Đông và Đông Bắc trong tháng 11 và tháng 12). Những tháng chuyển tiếp từ chế độ gió mùa mùa hạ qua gió mùa đông thường xuất hiện gió Đông và Tây.[4]

### Thủy văn
Nằm ở phía Bắc Quốc lộ 1 nên xã Vĩnh Hưng ít chịu ảnh hưởng của tiền thủy văn biển Đông và chế độ bán nhật triều, thủy văn phụ thuộc vào hệ thống sông rạch, chủ yếu là tuyến kênh Cầu Sập – Ngan Dừa từ Cần Thơ chảy xuống sông Bạc Liêu.

## Hành chính
Xã Vĩnh Hưng được chia thành 8 ấp: Đông Hưng, Nam Hưng, Nam Thạnh, Tam Hưng, Thạnh Hưng I, Thạnh Hưng II, Trần Nghĩa, Trung Hưng II.

## Lịch sử
Vĩnh Hưng là một trong những đơn vị hành chính được thành lập từ những năm đầu của thế kỷ XX.
Ngày 5 tháng 10 năm 1917, làng Vĩnh Hưng thuộc tổng Thạnh Hòa, quận Vĩnh Lợi.
Sau năm 1956, làng Vĩnh Hưng được gọi là xã Vĩnh Hưng.
Năm 1957, xã Vĩnh Hưng thuộc tổng Thạnh Hòa, quận Vĩnh Lợi, tỉnh Ba Xuyên.
Sau năm 1957, sáp nhập xã Vĩnh Hưng thuộc tổng Thạnh Hòa, quận Vĩnh Lợi vào tổng Thanh Bình, quận Phước Long.
Năm 1958, xã Vĩnh Hưng thuộc tổng Thanh Bình, quận Phước Long.
Ngày 24 tháng 12 năm 1961, xã Vĩnh Hưng nguyên thuộc quận Phước Long (lúc này được bàn giao cho tỉnh Chương Thiện mới được thành lập) được sáp nhập vào quận Giá Rai thuộc tỉnh Ba Xuyên.
Sau năm 1961, sáp nhập xã Vĩnh Hưng thuộc quận Giá Rai vào quận Vĩnh Lợi.
Năm 1964, xã Vĩnh Hưng thuộc tổng Thạnh Hòa, quận Vĩnh Lợi.
Sau năm 1964, sáp nhập xã Vĩnh Hưng thuộc tổng Thạnh Hòa, quận Vĩnh Lợi vào quận Giá Rai.
Năm 1970, xã Vĩnh Hưng thuộc quận Giá Rai.
Sau năm 1970, sáp nhập xã Vĩnh Hưng thuộc huyện Giá Rai vào huyện Vĩnh Lợi.
Sau năm 1975, xã Vĩnh Hưng thuộc huyện Vĩnh Lợi.
Ngày 20 tháng 12 năm 1975, Bộ Chính trị Đảng Cộng sản Việt Nam ban hành Nghị quyết số 19/NQ về việc điều chỉnh lại việc hợp nhất tỉnh ở miền Nam Việt Nam cho sát với tình hình thực tế, theo đó tỉnh Cà Mau và tỉnh Bạc Liêu được tiến hành hợp nhất vào ngày 1 tháng 1 năm 1976 với tên gọi ban đầu là tỉnh Cà Mau – Bạc Liêu. Khi đó, xã 
Vĩnh Hưng thuộc huyện Vĩnh Lợi, tỉnh Cà Mau – Bạc Liêu.
Ngày 10 tháng 3 năm 1976, Ban đại diện Trung ương Đảng và Chính phủ về việc đổi tên tỉnh Cà Mau – Bạc Liêu thành tỉnh Minh Hải. Khi đó, xã Vĩnh Hưng thuộc huyện Vĩnh Lợi, tỉnh Minh Hải.
Ngày 25 tháng 7 năm 1979, Hội đồng Bộ trưởng ban hành Quyết định số 275-CP về việc chia xã Vĩnh Hưng thành xã Vĩnh Hưng và xã Vĩnh Hùng.
Ngày 14 tháng 2 năm 1987, Hội đồng Bộ trưởng ban hành Quyết định số 33B-HĐBT về việc:
- Sáp nhập xã Minh Tân vào xã Vĩnh Bình; tách một phần diện tích và dân số của hai xã này để sáp nhập vào xã Minh Diệu và xã Vĩnh Hùng.
- Sáp nhập xã Vĩnh Hùng vào xã Vĩnh Hưng; tách một phần diện tích và dân số của xã Minh Tân để sáp nhập vào xã Vĩnh Hưng.

Xã Vĩnh Hưng có 4.576 ha đất và 2.265 nhân khẩu.
Ngày 6 tháng 11 năm 1996, Quốc hội ban hành Nghị quyết về việc chia tỉnh Minh Hải thành tỉnh Bạc Liêu và tỉnh Cà Mau. Khi đó, xã Vĩnh Hưng thuộc huyện Vĩnh Lợi, tỉnh Bạc Liêu.
Ngày 13 tháng 5 năm 2002, Chính phủ ban hành Nghị định số 55/2002/NĐ-CP về việc thành lập xã Vĩnh Hưng A trên cơ sở điều chỉnh 2.080,93 ha diện tích tự nhiên và 9.380 nhân khẩu của xã Vĩnh Hưng.
Sau khi điều chỉnh địa giới hành chính, xã Vĩnh Hưng còn lại 2.283,07 ha diện tích tự nhiên và 9.637 nhân khẩu.
Ngày 26 tháng 7 năm 2005, Chính phủ ban hành Nghị định số 96/2005/NĐ-CP về việc thành lập huyện Hòa Bình trên cơ sở một phần diện tích và dân số của huyện Vĩnh Lợi. Xã Vĩnh Hưng trực thuộc huyện Vĩnh Lợi.
Ngày 7 tháng 6 năm 2022, UBND tỉnh Bạc Liêu ban hành Quyết định số 225/QĐ-UBND về việc công nhận xã Vĩnh Hưng đạt tiêu chuẩn đô thị loại V.

## Kinh tế - xã hội
Tổng sản phẩm trong xã (GRDP) năm 2020 đạt 492 tỷ 665 triệu đồng. Trong đó:
- Lĩnh vực nông nghiệp đạt 200 tỷ 021 triệu đồng.
- Lĩnh vực tiểu thủ công nghiệp - xây dựng đạt 106 tỷ 908 triệu đồng.
- Lĩnh vực Thương mại - Dịch vụ đạt 185 tỷ 734 triệu đồng.

Cơ cấu kinh tế chuyển dịch theo hướng tăng dần tỷ trọng tiểu thủ công nghiệp, thương mại – dịch vụ. Lĩnh vực nông nghiệp chiếm tỷ trọng 40,6%, tiểu thủ công nghiệp – xây dựng chiếm 21,7%, Thương mại – Dịch vụ chiếm 37,7%.
Tổng thu nhập bình quân đầu người đạt 50 triệu đồng/người/năm, đạt 100% chỉ tiêu nghị quyết đề ra.

### Giáo dục
Toàn xã có 7 trường gồm có 1 trường mẫu giáo, 4 trường (điểm trường) tiểu học, 1 trường THCS, 1 trường THPT:
- Trường Mầm non Sao Mai: Ấp Tam Hưng
- Trường Tiểu học Cửu Long 2: Tỉnh lộ 1, ấp Tam Hưng
  - Điểm trường Cửu Long 2: Ấp Trần Nghĩa
- Trường Tiểu học Lê Văn Tám: Ấp Thạnh Hưng 1
  - Điểm trường Tiểu học Lê Văn Tám: Ấp Nam Hưng
- Trường THCS Ngô Quyền: Ấp Tam Hưng
- Trường THPT Vĩnh Hưng: Ấp Tam Hưng.

### Y tế
Trên địa bàn xã có 1 trạm y tế tại ấp Tam Hưng.

### Chợ
Hiện nay, xã có chợ Vĩnh Hưng tại Tỉnh lộ 1, ấp Tam Hưng.

## Văn hóa
Trên địa bàn xã tập trung một số công trình tôn giáo:
- Chùa Vĩnh Thạnh toạ lạc tại ấp Tam Hưng.
- Miếu Chủ Hai tọa lạc tại ấp Nam Thạnh.
- Đình Thần Vĩnh Hưng tọa lạc tại ấp Nam Hưng.
- Miếu Ông Bổn tọa lạc tại ấp Trần Nghĩa.
- Thiền tự Vạn Thành tọa lạc tại ấp Trung Hưng II.

Công trình khác: Nghĩa trang liệt sỹ của huyện Vĩnh Lợi.

## Giao thông

### Giao thông đường bộ
Tuyến ĐT.978 (đường bộ Cầu Sập – Ngan Dừa): Điểm đầu giao với Quốc lộ 1 tại xã Long Thạnh (huyện Vĩnh Lợi) đi qua các xã Long Thạnh, xã Châu Thới, xã Vĩnh Hưng, xã Vĩnh Hưng A; kết thúc tại điểm giao với Quốc lộ 63, xã Vĩnh Lộc (huyện Hồng Dân), đoạn qua trung tâm xã Vĩnh Hưng nằm vị trí phía Nam kênh Ngan Dừa – Cầu Sập. Có chiều rộng mặt đường 6m, đã được trải nhựa. Là tuyến giao thông huyết mạch quan trọng kết nối khu vực với thị trấn Phước Long ở phía Bắc và Quốc lộ 1, thành phố Bạc Liêu ở phía Nam.
Tuyến ĐH.12 (Vĩnh Hưng – Phong Thạnh A) đi qua Vĩnh Hưng có chiều dài 1,2 km, mặt đường 3,5m, lộ giới 32m; điểm đầu từ đường tỉnh ĐT.978 (Cầu Sập – Ngan Dừa) đến đường tỉnh ĐT.980 (Gành Hào – Giá Rai – Phó Sinh – Cạnh Đền) là một tuyến đường liên huyện kết nối Vĩnh Lợi với các huyện, thị xã phía tây như: Phước Long, Hoà Bình, Giá Rai.
Tuyến ĐH.16 (Đền thờ Bác – Vĩnh Hưng): Từ ĐT.978 tại xã Vĩnh Hưng đi xã Châu Thới và giao với Quốc lộ 1 tại thị trấn Châu Hưng có mặt đường rải nhựa rộng 6m.

### Giao thông đường thủy
Kênh Xáng Cầu Sập – Ngan Dừa: đi dọc theo tuyến ĐT.978 (Cầu Sập – Ngan Dừa), phía Bắc đi về huyện Phước Long nối vào kênh Phụng Hiệp và đi tiếp về huyện Hồng Dân, phía nam đi về thành phố Bạc Liêu và nối vào kênh Cà Mau – Bạc Liêu, là tuyến giao thông đường thủy rất quan trọng mang tầm khu vực đi qua địa bàn xã.
Kênh Ba Phụng: là tuyến kênh dọc nối kênh xáng Ngan Dừa với kênh Hòa Bình.
Ngoài ra còn có các kênh như: Miếu Hội, Mợ Hai, Ông Mến, Đế, Chòm Dừa, Thất, Hai Trọn, Ông On, Thầy Cai, Sáu Dự, Hai Ngọ, Bảy Tính, Đông Hưng,...